# Dashashwamedh Ghat

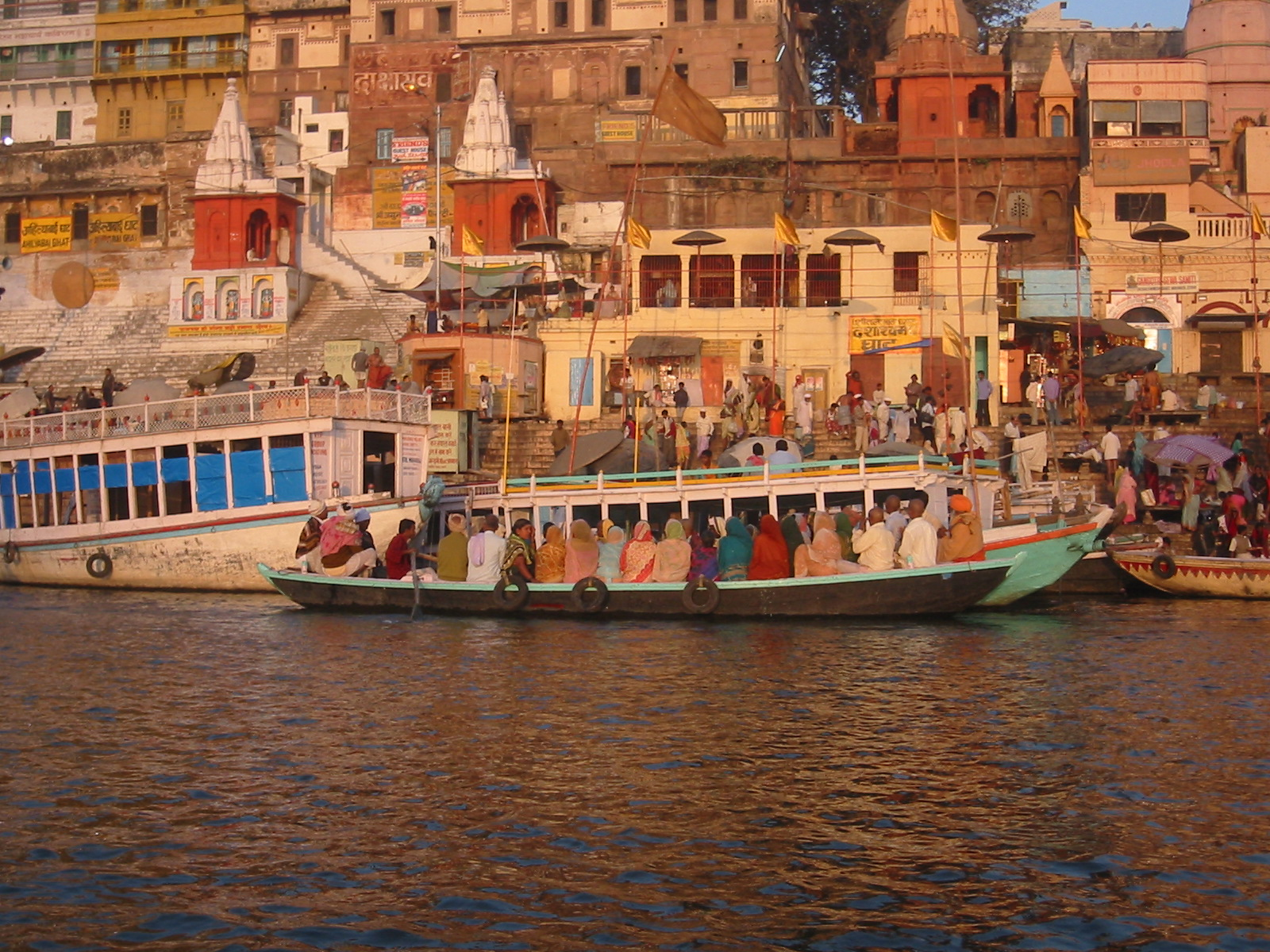
Le Ghat Dashashwamedha en bordure du Gange à Bénarès.

Le Ghat Dashashwamedh (en hindi : दशाश्वमेध घाट) est le ghat principal de Varanasi. 
Il est situé en bordure du Gange à proximité du Vishwanath Temple.

## Histoire
Deux mythes Hindous en explique l'origine: selon le premier Brahma le crée pour accueillir Shiva. 
Selon le second Brahma sacrifie dix chevaux pendant la célébration à cet endroit de Dasa -Ashvamedha Yajña.

## Environs
À proximité du Ghat se trouve le Jantar Mantar, un observatoire construit en 1737 par le Maharaja Jai Singh II de Jaipur.
La peintre, historienne de l'art et indianiste suisse, Alice Boner a vécu sur ce ghat pendant de nombreuses années. 

## La cérémonie de Arti

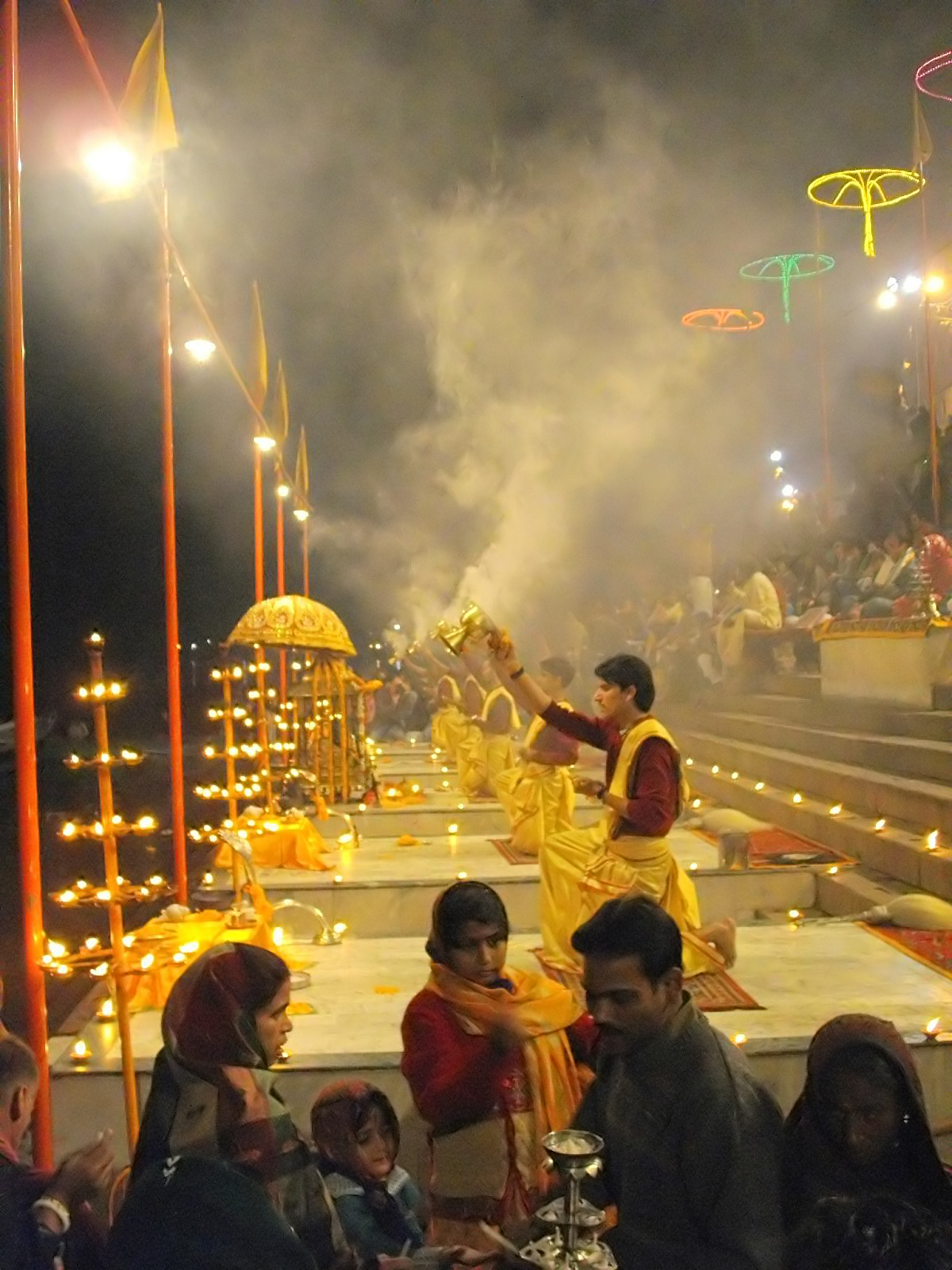
Arti en soirée sur le Ghat Dashashwamedh.